# قورنثوس
قُورِنثُوس أو قُورِنت أو كُورِنثُوس (باليونانية: Κόρινθος، بالإنجليزية:Corinth) مدينة يونانية تقع في وسط جنوب البلاد ضمن منطقة البيلوبونيز الإدارية، وهي مركز مقاطعة قورنثيا ضمن هذه المنطقة الإدارية.

## الموقع والسكان
تقع قورنثوس ضمن برزخ قورنثوس الذي يصل شبه جزيرة المورة باليونان، إلى الغرب من هذا البرزخ يقع خليج قورنثوس، وإلى الشرق الخليج الساروني.
تبعد المدينة عن أثينا مسافة 78 كيلومتر من جهة الغرب.
تقع قورنثوس الحديثة على الساحل الغربي للبرزخ، ضمن سهل فوخا (Vocha) الساحلي على خليج قورنثوس، بينما تقع مدينة قورنثوس الأثرية (أرخيا قورنثوس) على مسافة 3 كيلومتر إلى الجنوب من ساحل قورنثوس الجديدة وإلى الجنوب منها أيضاً يقع جبل أقروقورنثوس (Acrocorinth) الصخري الذي كان موقعاً محصناً على مر العصور.
يبلغ عدد سكان بلدية قورنثوس حالياً حوالي 40 ألف نسمة، وهي من المدن المزدهرة نظراً لوصول قطار ضواحي أثينا الكهربائي الحديث إليها، هذا بالإضافة لأهميتها الصناعية والتجارية.

## التاريخ

### عصور ما قبل التاريخ
يعتقد أن اسم المدينة له أصول ما قبل هيلينية، حيث يعود لمرحلة شعوب البحر، من المتوقع أن تكون المنطقة قد شهدت وجود مستوطنات بشرية تعود إلى العصر النيوليثي منذ الألف الخامس قبل الميلاد.
أما تبعاً للأسطورة فإن مؤسس المدينة كان كورينثوس (Corinthos) أحد الملوك من سلالة إله الشمس هليوس. وهناك أسطورة أخرى ترجع المدينة إلى الإلهه إفيرا (ephyra) ابنة التيتان أوقيانوس، وهكذا كانت المدينة قديماً تدعى أيضاً بهذا الاسم (إفيرا) حيث ظهر هذا الاسم في كتابات هومير التي أشارت بأن المدينة كانت محكومة من نسل ملكها الأسطوري سيسيفوس، وبأنها شاركت في الحروب الطروادية تحت قيادة أغاممنون.

### الفترة الكلاسيكية

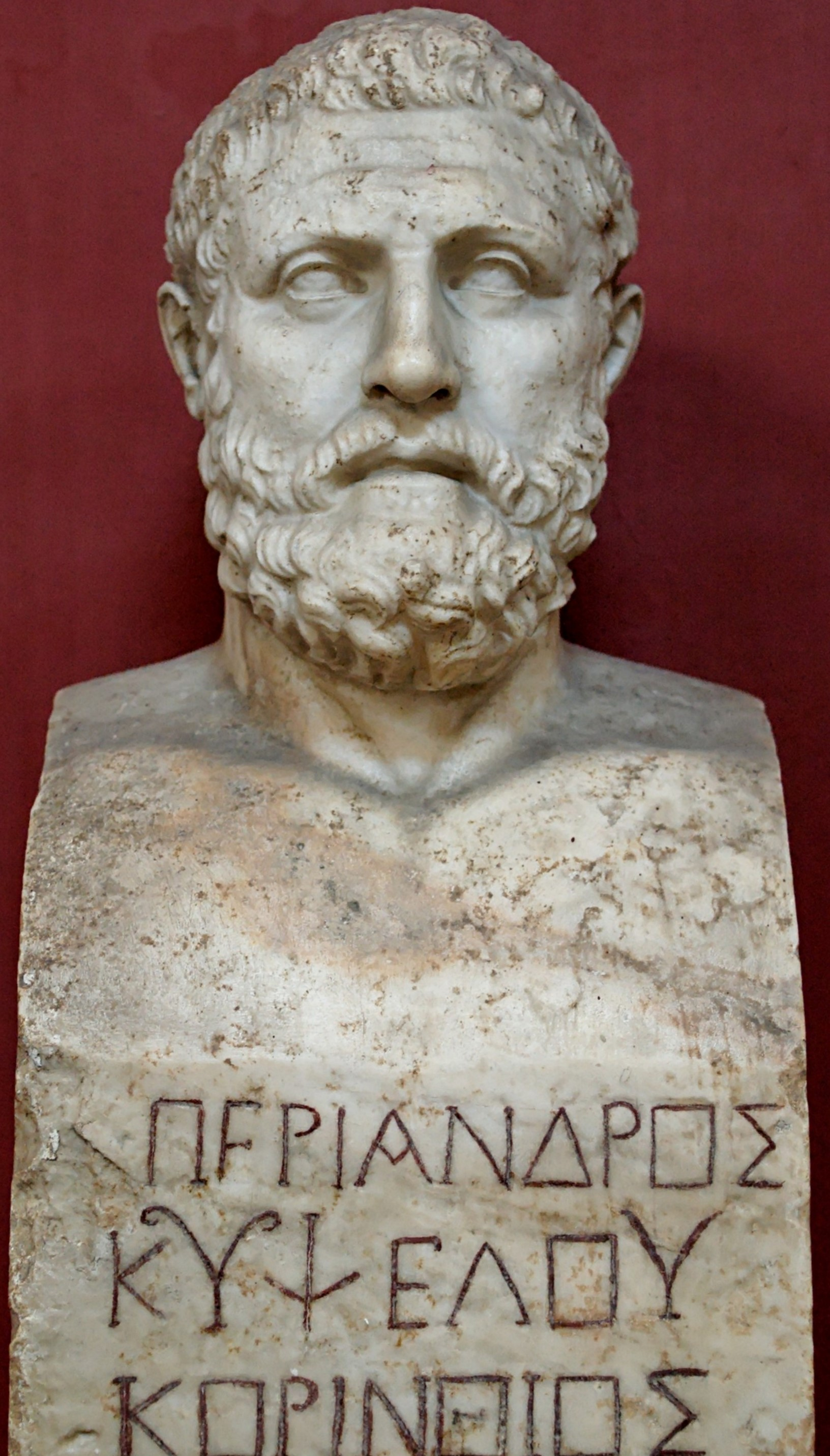
تمثال بيرياندر

بدأت الصورة الواضحة حول مدينة قورنثوس تتوضح منذ القرن الثامن قبل الميلاد حيث كانت وقتها محكومة من قبل أوليغارشية تجار، فأصبحت قوة تجارية تنافس أثينا وثيفا واستفادت من التجارة والنقل عبر البرزخ، ومن مهارة صناعها وخاصة صانعي الأواني الفخارية سوداء الهيئة، هذه الصناعة التي كانت تميز المدينة والتي انتشرت عبر التجارة إلى كل عالم البحر المتوسط. ومن دلائل قوة المدينة معبدها الكبير المكرس لأفروديت والتي كانت تعمل فيه أكثر من ألف عاهرة مقدسة.
بدأت قورنثوس في القرن السابع قبل الميلاد بإنشاء مستعمرات مثل كورفو، سرقوسة وغيرها، واشتركت مع تسع مدن إغريقية أخرى في بناء مستعمرة ناوكراتس في مصر التي نظمت التجارة بين العالم الإغريقي ومصر.
حكمها بيرياندر أحد رجال اليونان السبعة الحكماء والذي كان أول من فكر بحفر برزخ قورنثوس من أجل شق طريق بحري بين جهتي البرزخ، ولكنه تخلى عن الفكرة نظراً للصعوبات التقنية واستبدلها بإنشاء الديولكوس وهو عبارة عن منحدر صناعي مع رافعات مبني من الحجارة تسير عليه السفن من جهة إلى الأخرى. استمر حكم بيرياندر بين عامي (627-585 ق.م). شهدت هذه الفترة المزدهرة أيضاً ظهور النظام القورنثي بالعمارة، وهو النظام المعماري الكلاسيكي الثالث بعد الأسلوبين الأيوني والدوري.
اشتركت مع المدن الإغريقية الأخرى في حربها ضد الفرس وخاصة في معركتي سالاميس وبلاتيا. لكن سرعان ما عادت بعد ذلك إلى المنافسة مع أثينا حيث انضمت إلى الرابطة البيلوبونيزية ودعمت أسبرطة ضد أثينا، ولكنها دخلت في صراع مع الأخيرة أيضاً الأمر الذي أضعفها وسهل على المقدونيين السيطرة عليها تحت قيادة فيليب الثاني المقدوني وعلى الرغم من ذلك استمرت المدينة على ازدهارها السابق.

### الفترة الرومانية
بدأت فترة حالكة من تاريخ قورنثوس بوصول الرومان تحت قيادة لوسيوس موميوس عام 146 ق.م الذي حاصرها ثم استولى عليها، وقد قام إثر ذلك بقتل العديد من سكانها وأخذ الباقي كعبيد ثم حرق المدينة بالكامل. استمر ذلك حتى عام 44 ق.م حين قام يوليوس قيصر بإعادة الاعتبار لهذه المدينة، وبدأ بعض أبنائها بالرجوع إليها والاستيطان فيها، حتى أصبحت مركزاً إدارياً لجنوب اليونان واستعادت مجدها السابق ويقال أن عدد سكانها وصل إلى 300 ألف نسمة حينها.
أمضى فيها بولس الرسول 18 شهراً عام (52-53) م. حيث كتب الرسالة الأولى إلى أهل قورنثوس والرسالة الثانية إلى أهل قورنثوس فيها.

### الفترة البيزنطية والقرون الوسطى
ضرب زلزالان المدينة عامي 375 م. و 551 م. ولكن المدينة استمرت بلعب دور تجاري هام وكانت عاصمة لمقاطعة هيلاس (اليونان البيزنطي). في عهد الإمبراطور البيزنطي جوستينيان الأول تم بناء سور دفاعي بين طرفي البرزخ لحماية البيلويونيز من الهجمات المحتملة للبرابرة.
حاول الفرنجي جيوفري الأول فيلهاردوان السيطرة عليها منذ العام 1204 م. لكنه جابه مقاومة شرسة من قبل القورنثيين المتحصنين في أقروقورنثوس حتى العام 1208م. حيث أصبحت المدينة تحت حكم إمارة أخايا الإفرنجية، واقعة على الحدود الشمالية لهذه الإمارة مع كيان إفرنجي آخر هو دوقية أثينا.

### القرون الأخيرة
سيطر عليها الأتراك عام 1458 م. بعد سقوط القسطنطينية بخمس سنوات، حيث فقدت أهميتها تدريجياً خلال هذه الفترة، دمرها الأتراك بشكل كامل أثناء انتفاضة استقلال اليونان (1821-1830) م.
انضمت للدولة اليونانية الحديثة عام 1833، حيث كانت من المدن المحتمل اختيارها كعاصمة لهذه الدولة نظراً لأهميتها التاريخية ولكن في النهاية تم اختيار أثينا عوضاً عنها، تدمرت المدينة بزلزال عام 1858، ومنذ ذلك الحين بدأت عملية بناء قورنثوس الجديدة على شاطئ خليج قورنثوس.
من حيث عدد السكان تعتبر قورنثوس الآن المدينة الثانية في شبه جزيرة المورة بعد كالاماتا.

## المعالم الأساسية

### قورنثوس القديمة

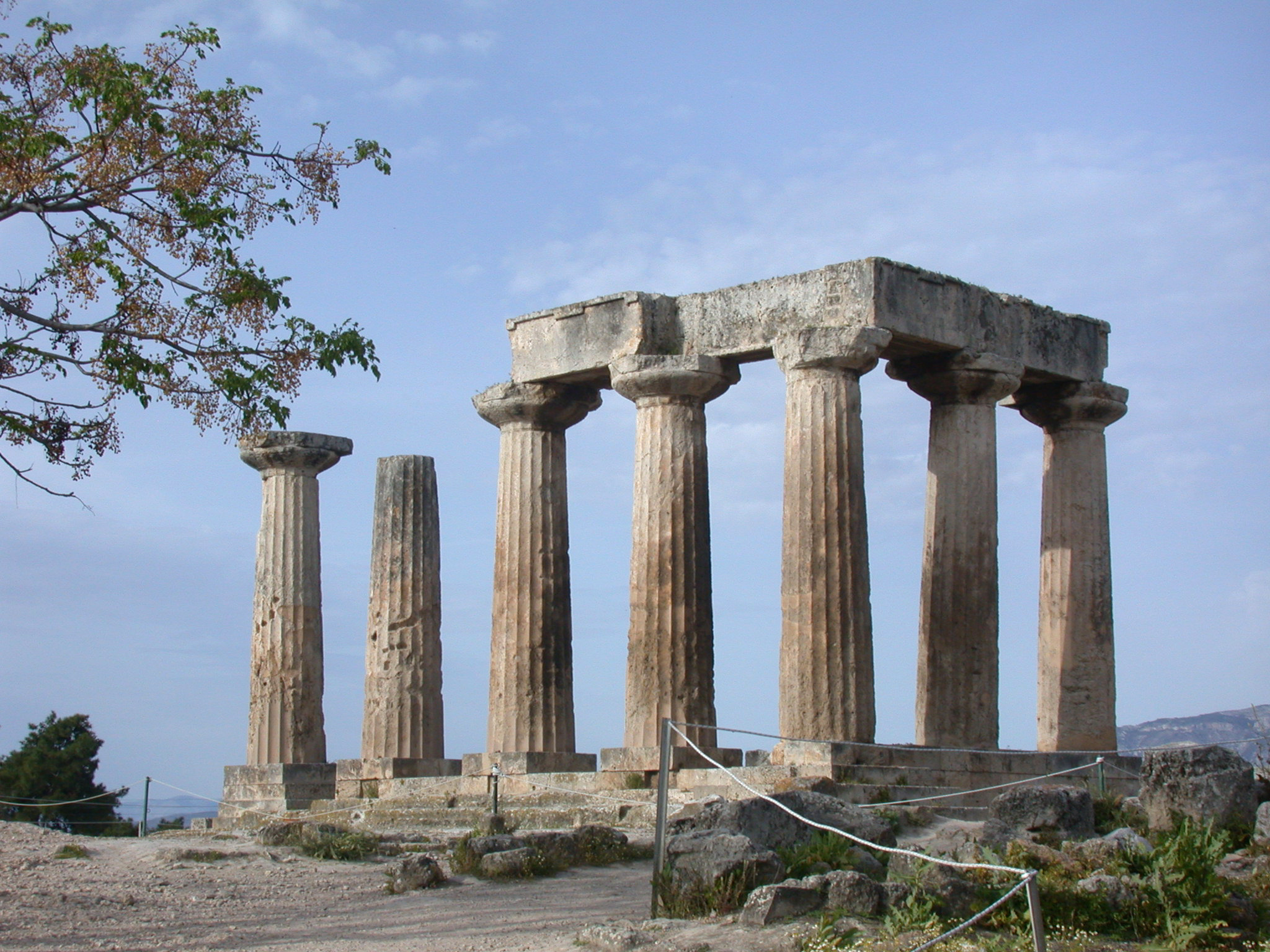
معبد أبوللو في قورنثوس القديمة

تعتبر من المواقع التي تتم زيارتها بشكل كبير من السياح على مدار العام وهي موقع ثلاث مدن متلاحقة هي قورنثوس الكلاسيكية، قورنثوس الرومانية، وقورنثوس البيزنطية مع وجود عناصر أثرية من الفترات الأخرى التي مرت بها المدينة. تعتبر من أكبر المواقع الأثرية في اليونان وتمتد على مساحة كيلومترين مربعين.
ومن أهم معالمها :
- نافورة غلاوكه (Glauke): مكعب كبير مبني من الحجارة ومقسم إلى أربعة أجزاء يمكن أن يخزن 64 ألف ليتر من الماء، بجانبها من الشرق يوجد بهو ذو أعمدة.
- المتحف الأركيولوجي: يقع بين الآثار، وتوجد فيه اللقى الأثرية القورنثية الموضوعة بشكل يحاكي تتالي الفترات التاريخية على هذه المدينة.
- المعبد E: وهو دلالة على ازدهار المدينة في الفترة الرومانية، على الأغلب مكرس لـجوبيتر كابيتوليوس أو أوكتافيا، إلى الجنوب منه توجد بنى تعود للفترة الفرنجية.
- معبد أبوللو: أحد أقدم المعابد في اليونان، وأكثر معلم يمكن مشاهدته في الموقع كان مؤلفاً من 38 عموداً. سبعة أعمدة دورية لا تزال واقفة، وأربعة أخرى مستلقية على الأرض في نفس المكان.
- الأغورا : وهي أغورا كبيرة واسعة تحتل موقعاً مركزياً في المدينة، تحيط بها الأروقة، المحلات، الحمامات والأبنية العامة. ومن أهم أجزاءها :- الرواق الجنوبي، - بقايا الرواق الشمالي الغربي، -الجهة التجارية الغربية (وتضم محلات تجارية متعددة)، -البازيليك الجنوبية، -المباني الإدارية الرومانية وأهمها حجرة المجلس (بوليوتيريون)، -بازيليك جوليان التي توجد في الجهة العليا من الأغورا، - الفوروم الشمالي الذي توجد فيه عدة أجزاء منها سور التريغليف، واجهة الأسرى، والنبع المقدس.
- نافورة بيرينه: معلم ضخم بعرض 12 متر، مبني على بداية انحدار صخرة الأقروقورنثوس على نبع ماء غزير.
- الأوديون، المسرح والأسكليبيون.
- عدد من الفيلات الرومانية.

### أقروقورنثوس
هو أكروبوليس قورنثوس، مبني على جبل كلسي مؤلف من صخرة وحيدة يرتفع بشكل حاد إلى الجنوب من قورنثوس القديمة. يعتبر من أحد أمنع الحصون الطبيعية في أوروبا فقد كان هدفاً لكل من طمح بالسيطرة على المورة.
توجد فيه تحصينات بيزنطية، افرنجية، فينيسية، وتركية متداخلة مع بعضها، يحتوي أيضاً على العديد من المباني المقدسة التي تعود لجميع العصور مثل –معبد مكرس لأفروديت، -حجر بيزنطية، -مسجد تركي مهدم، أبراج مراقبة، وغيرها من المعالم البائدة.

### قورنثوس الجديدة
التي بُنيت بدءاً من العام 1828م. وشهدت بعدها زلزالان مدمران، أهم معلَم فيها هي كاتدرائية بولس الرسول (أبوستولوس بافلوس).
ومن الأماكن الأخرى المهمة قناة قورنثوس التي تربط خليج قورنثوس بالخليج الساروني والتي تبعد مسافة 4 كيلومتر عن المدينة.

## متفرقات
- بدأ منذ العام 1990 مشروع كبير للتنقيب الأثري في المدينة والمنطقة المجاورة نظراً لأن أجزاء كبيرة منها ما زالت غير مكتشفة، ويحرز هذا المشروع تقدماً كبيراً مع الزمن حيث تم الكشف على ما يزيد عن 100 ألف قطعة تاريخية منذ بدئه.
- تشهد مدينة قورنثوس الحديثة نهضة صناعية وتجارية متسارعة وتعتبر من أحد أهم المناطق الصناعية في اليونان، ومعدل النمو السكاني فيها من الأعلى في البلاد. يوجد بالقرب منها مجمع ضخم لتكرير النفط.
- أهم نادي كرة قدم في المدينة هو باس كورينثوس، والذي يلعب في دوري الدرجة الثالثة اليوناني.
- تشتهر المدينة معمارياً بنمطها الخاص في البناء الكلاسيكي والذي أصبح معروفاً إلى الآن بالنمط القورنثي، وخاصة فيما يتعلق بتيجان الأعمدة والذي أوجده المعماري كاليماخوس في القرن الخامس قبل الميلاد.

## معرض صور

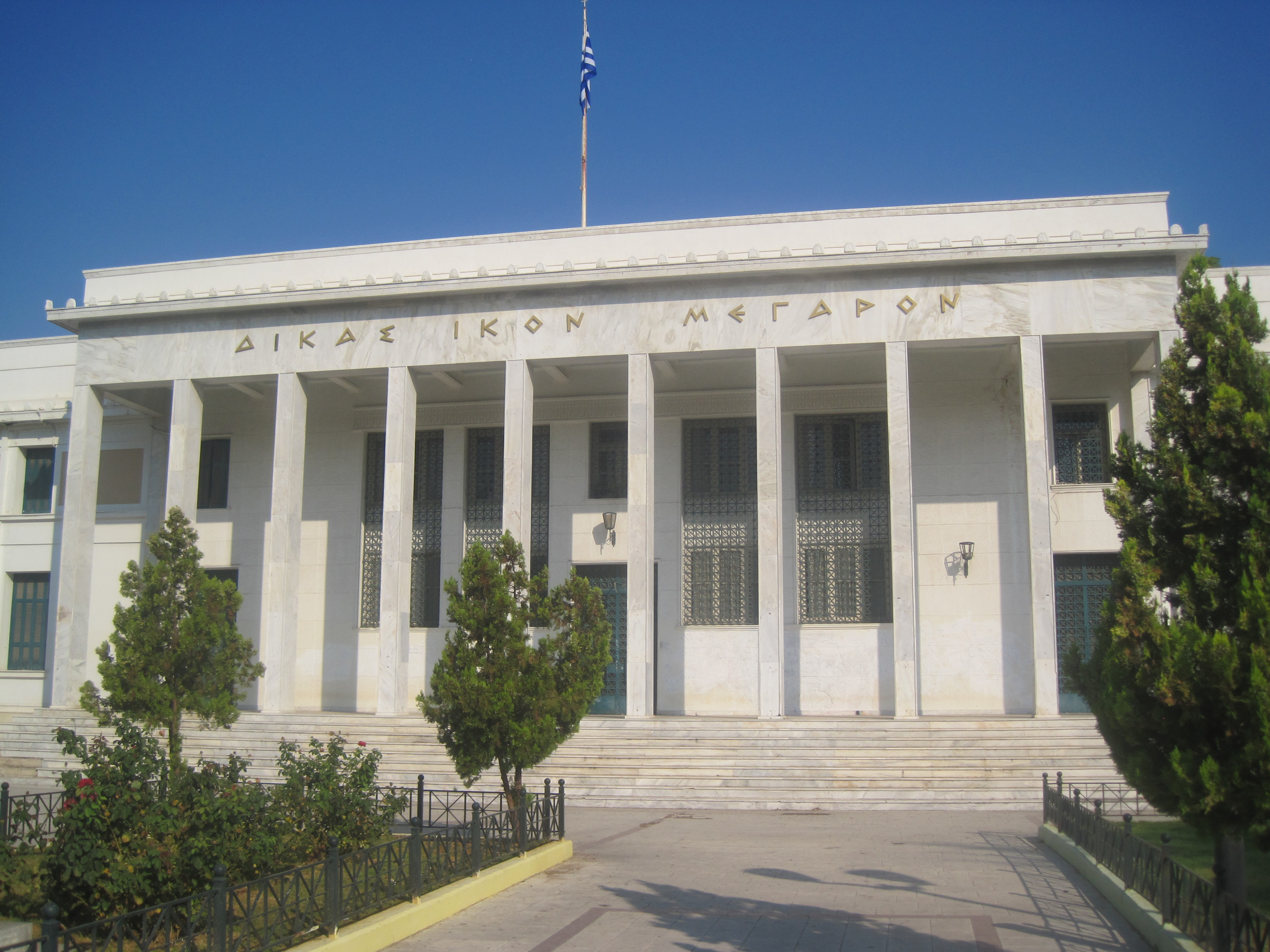
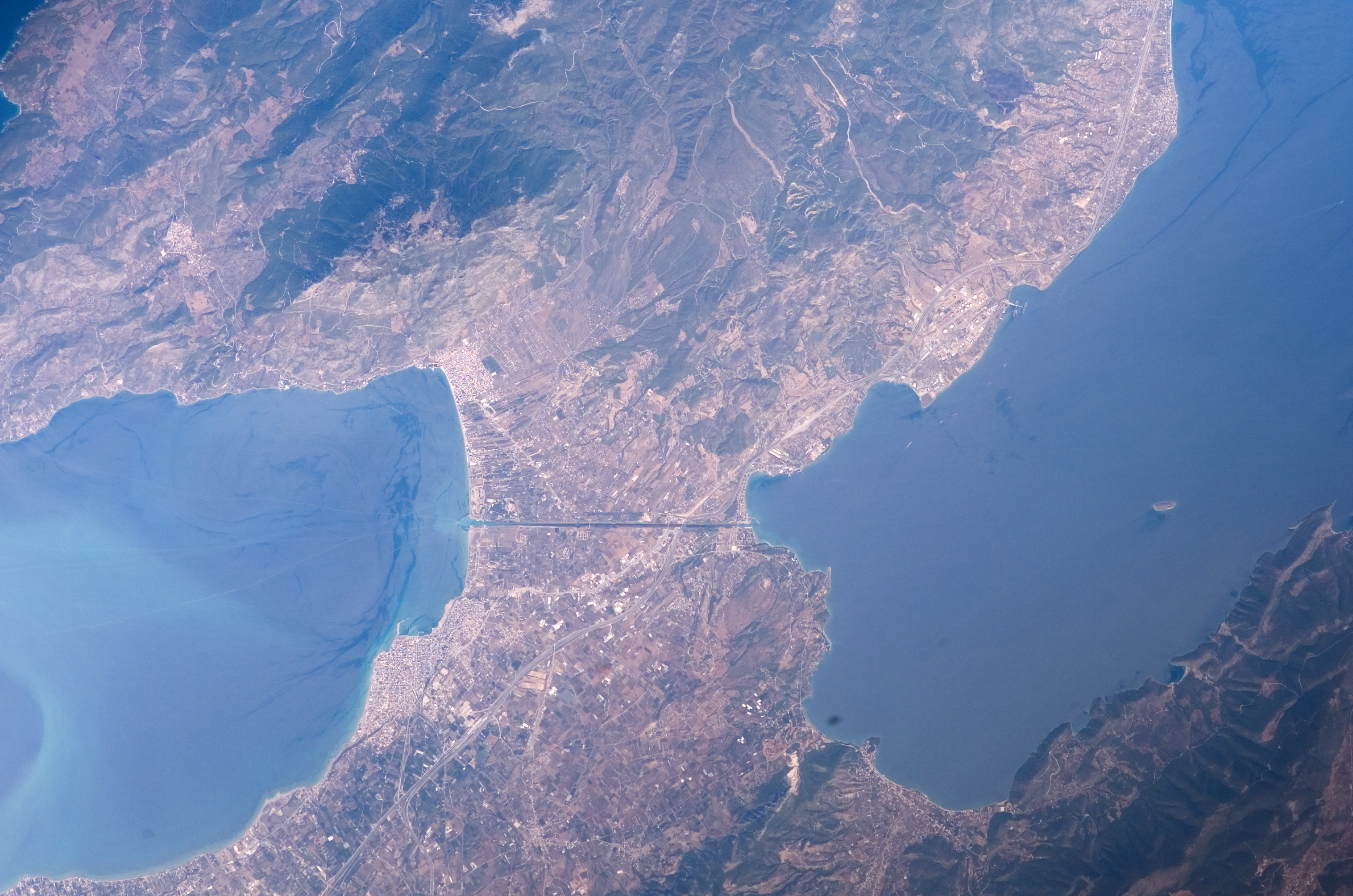
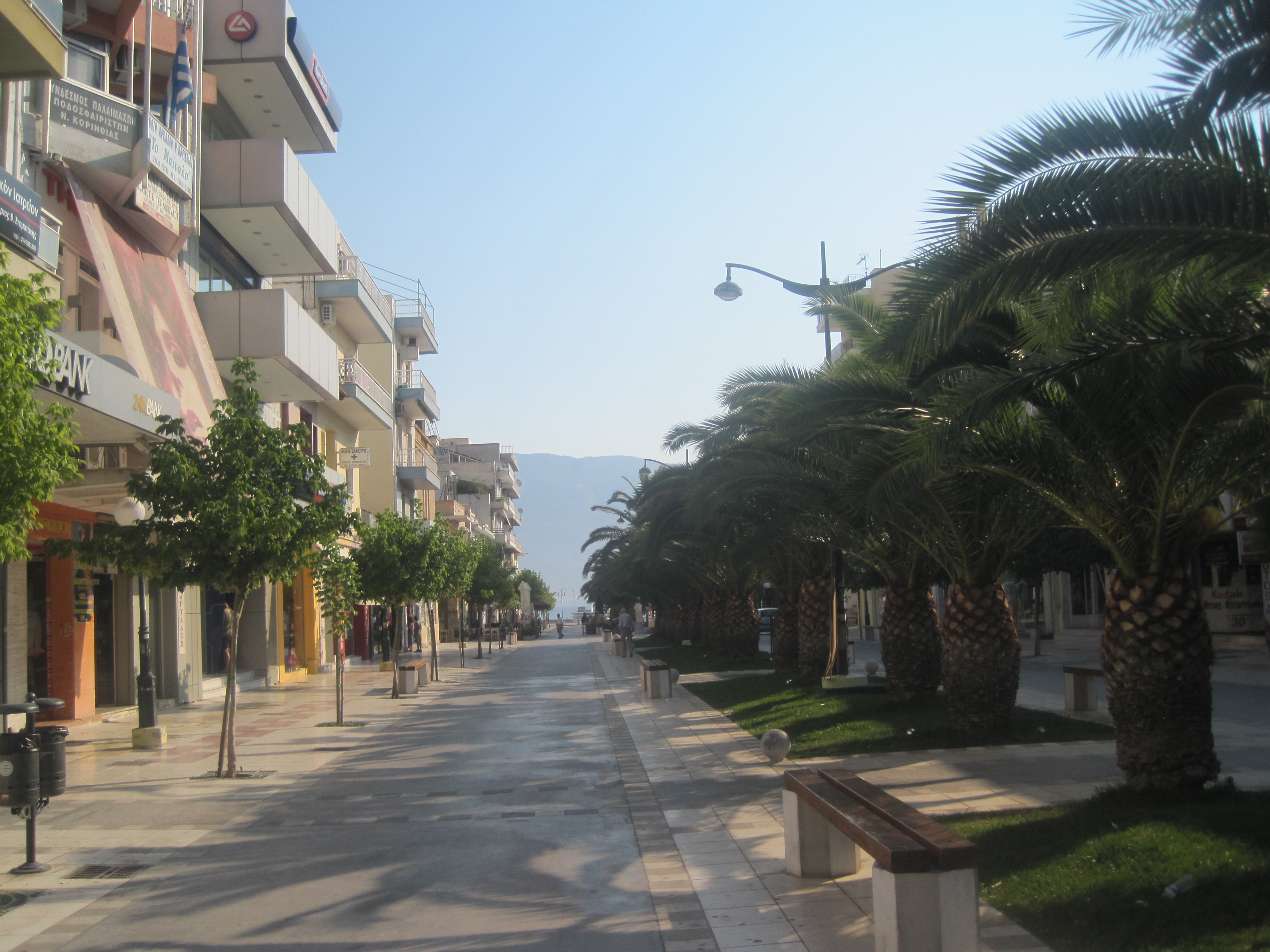
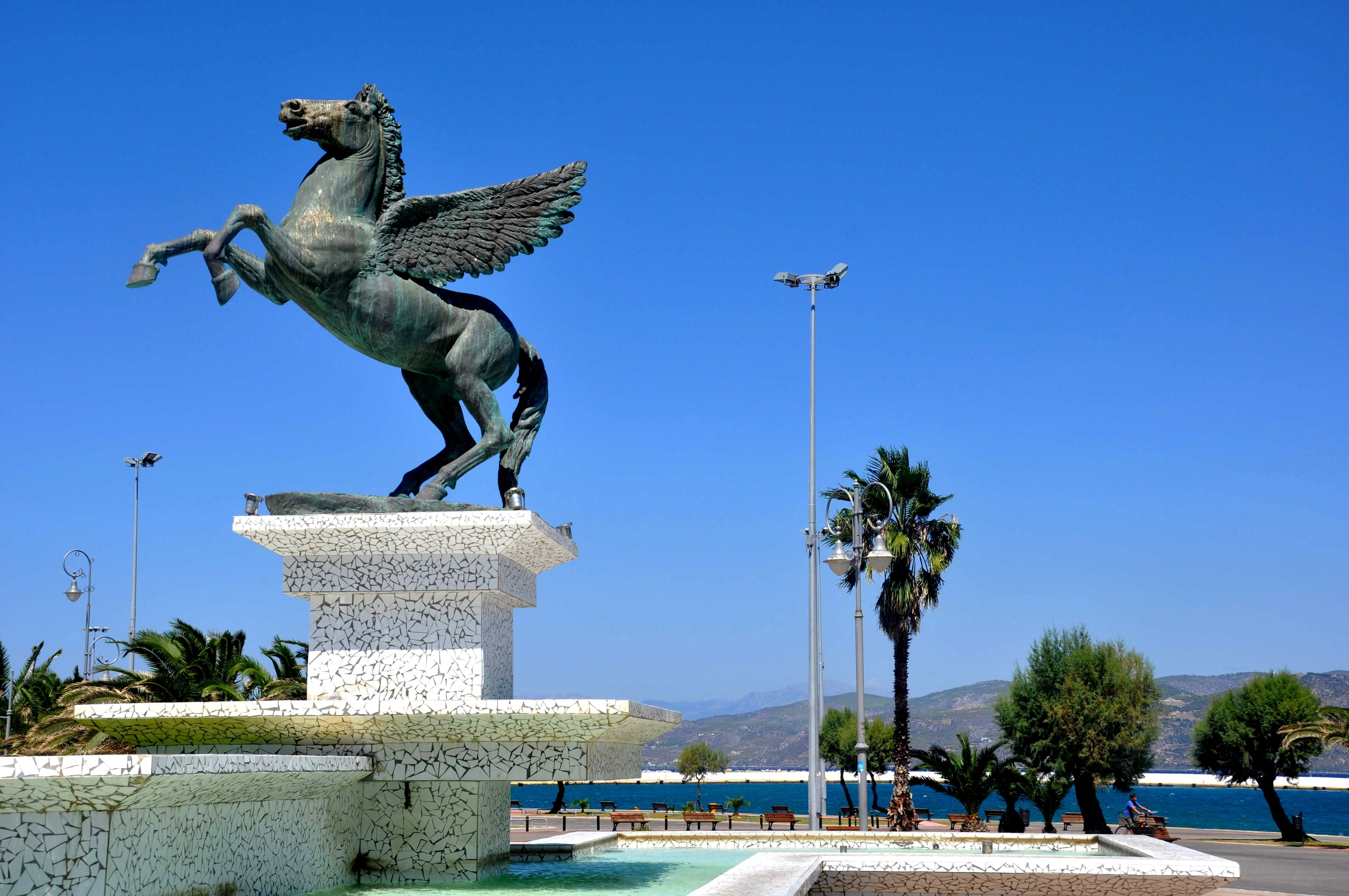
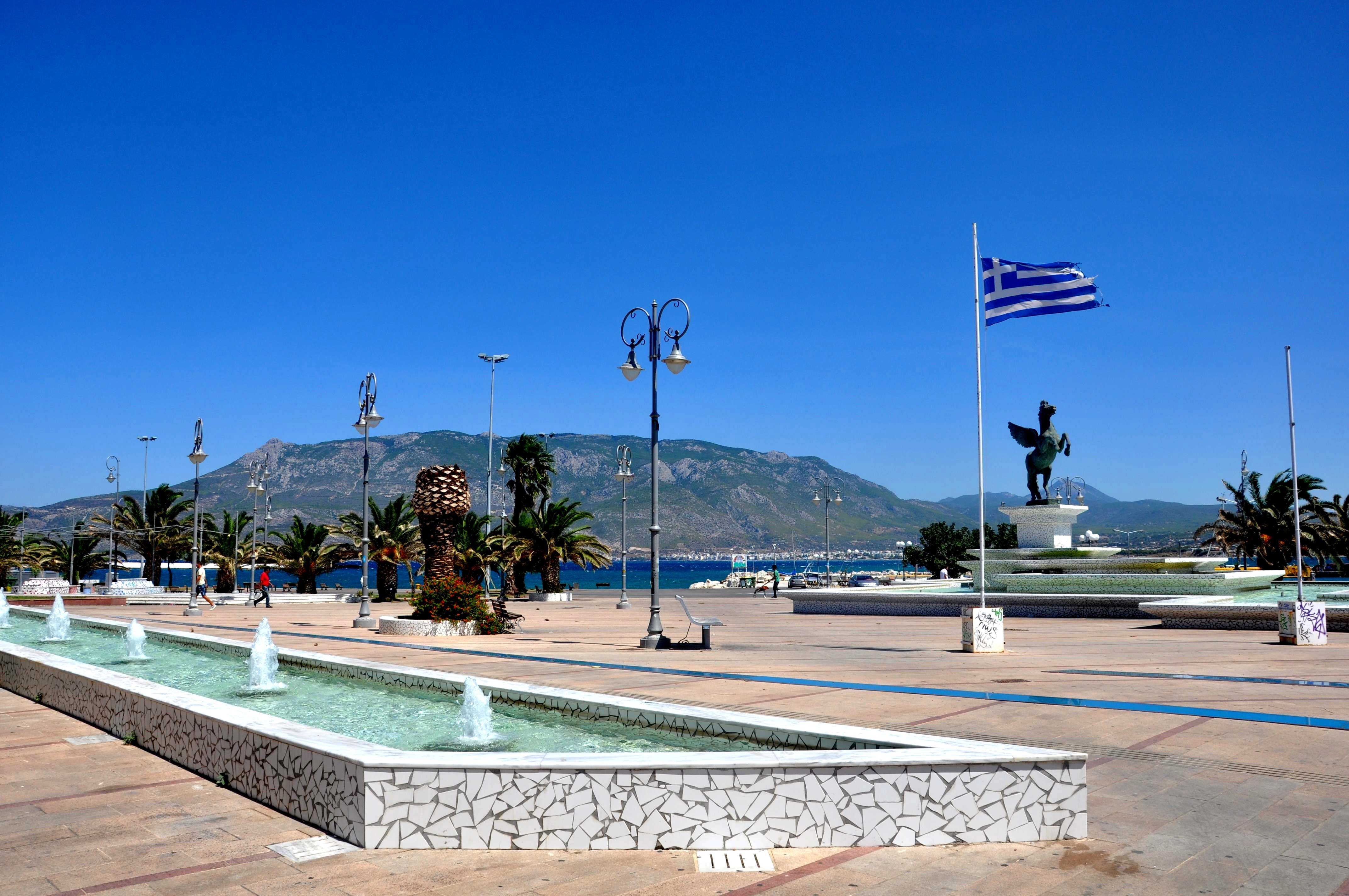
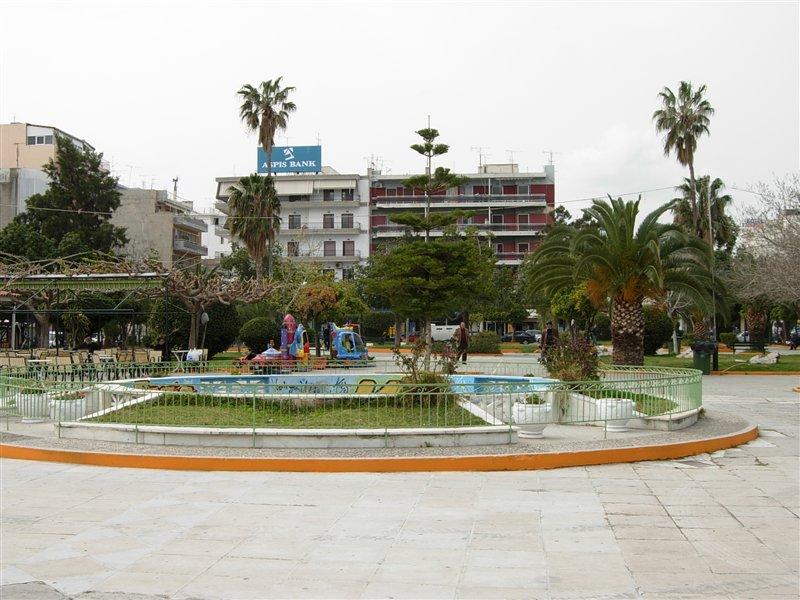